# Landkreis Praschnitz

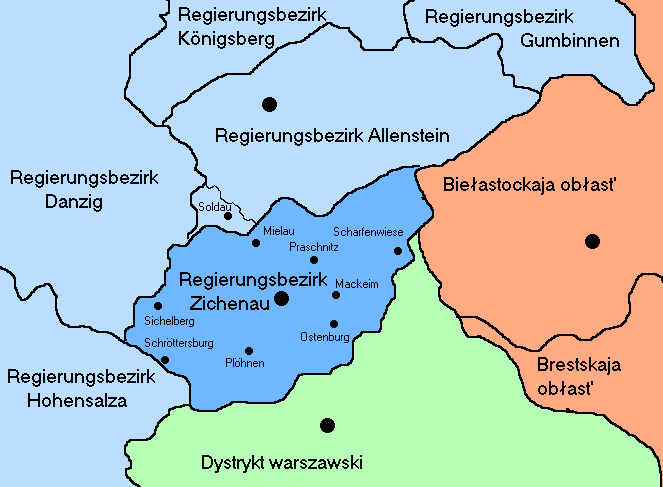
Regierungsbezirk Zichenau

Der Landkreis Praschnitz (polnisch Przasnysz) bestand zwischen 1939 und 1945 im besetzten Polen. Er umfasste am 1. Januar 1945 sieben Amtsbezirke mit der entsprechenden Anzahl von Städten und Gemeinden.

## Verwaltungsgeschichte

### Polen
Der polnische Landkreis Przasnysz gehörte bei Beginn des Zweiten Weltkrieges zur Woiwodschaft Warschau.

### Deutsches Reich
Nach dem Überfall auf Polen wurde zum 26. Oktober 1939 der Landkreis Przasnysz als Teil des neuen Regierungsbezirks Zichenau der Provinz Ostpreußen und damit völkerrechtswidrig dem Deutschen Reich angegliedert.
Zum 29. Dezember 1939 wurde der Landkreis Przasnysz in Praschnitz umbenannt. Dieser eingedeutschte Name wurde am 21. Mai 1941 bestätigt. Das Landratsamt war in Praschnitz.
Zum 1. Juli 1943 wurden Teile des Heeresgutsbezirks Mielau aus dem Landkreis Praschnitz in den Landkreis Mielau umgegliedert.
Im Januar 1945 wurde das Kreisgebiet durch die Rote Armee besetzt und wurde danach wieder ein Teil Polens.

## Landräte

### Landkommissar in Przasnysz
1939–9999: Victor von Poser und Groß-Naedlitz (1880–1957)
1939–9999: Klaus von der Groeben (1902–2002)

### Landräte von 1939 bis 1945
1939–1940: Klaus von der Groeben (vertretungsweise)
1940–1945: Curt Wohlgemuth

## Kommunalverfassung
Nach der Eingliederung in das Deutsche Reich wurden alle Städte und Gemeinden in Amtsbezirken zusammengefasst und wurden durch Amtskommissare verwaltet.
Alle Amtsbezirke und Teile von Amtsbezirken, die zum Truppenübungsplatz „Nord“ gehörten, wurden am 1. Juli 1943 aufgelöst und zum neuen Heeresgutsbezirk Mielau zusammengefasst. Dieser erstreckte sich über die Landkreise Mielau, Praschnitz und Zichenau. Er wurde am gleichen Tage in seinem gesamten Umfang dem Landkreis Mielau zugeteilt.

## Ortsnamen
Durch unveröffentlichten Erlass vom 29. Dezember 1939 galten vorläufig die bisher polnischen Ortsnamen weiter. Dabei hatte es bis Kriegsende sein Bewenden, mit Ausnahme der offiziellen Umbenennung von Przasnysz in „Praschnitz“. Die Umbenennung aller Ortschaften war bereits vorbereitet, ist aber nicht mehr durchgeführt worden.